# リットン伯爵
リットン伯爵（英: Earl of Lytton）はイギリスの伯爵、貴族。連合王国貴族爵位。インド総督を務めた政治家・外交官の第2代リットン男爵ロバート・ブルワー＝リットンが1880年に叙位されたことに始まる。
本項においては、伯位の前身となったリットン男爵に関しても触れる。

## 歴史

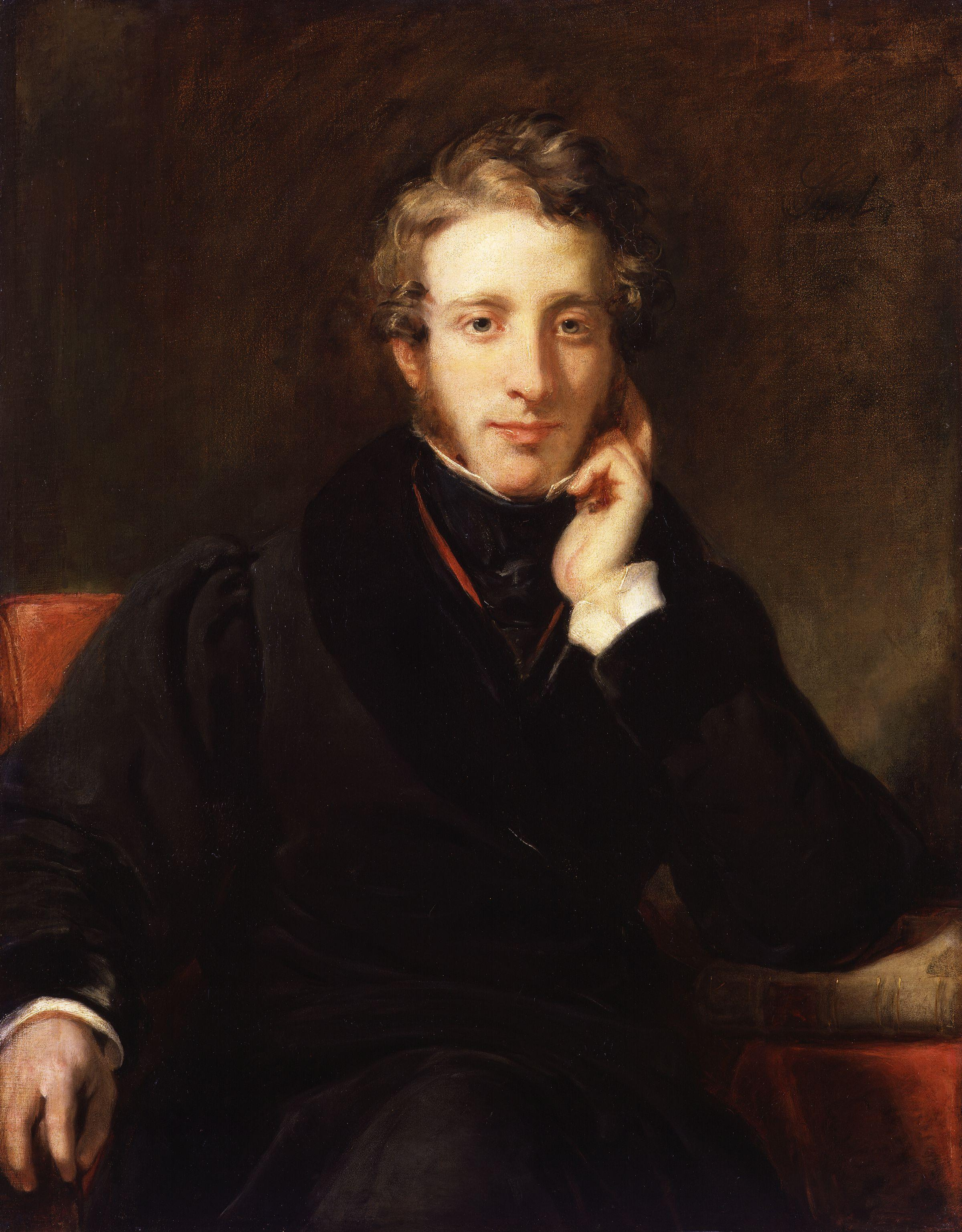
初代男爵E.ブルワー＝リットン（ヘンリー・ウィリアム・ピッカーズギル画）

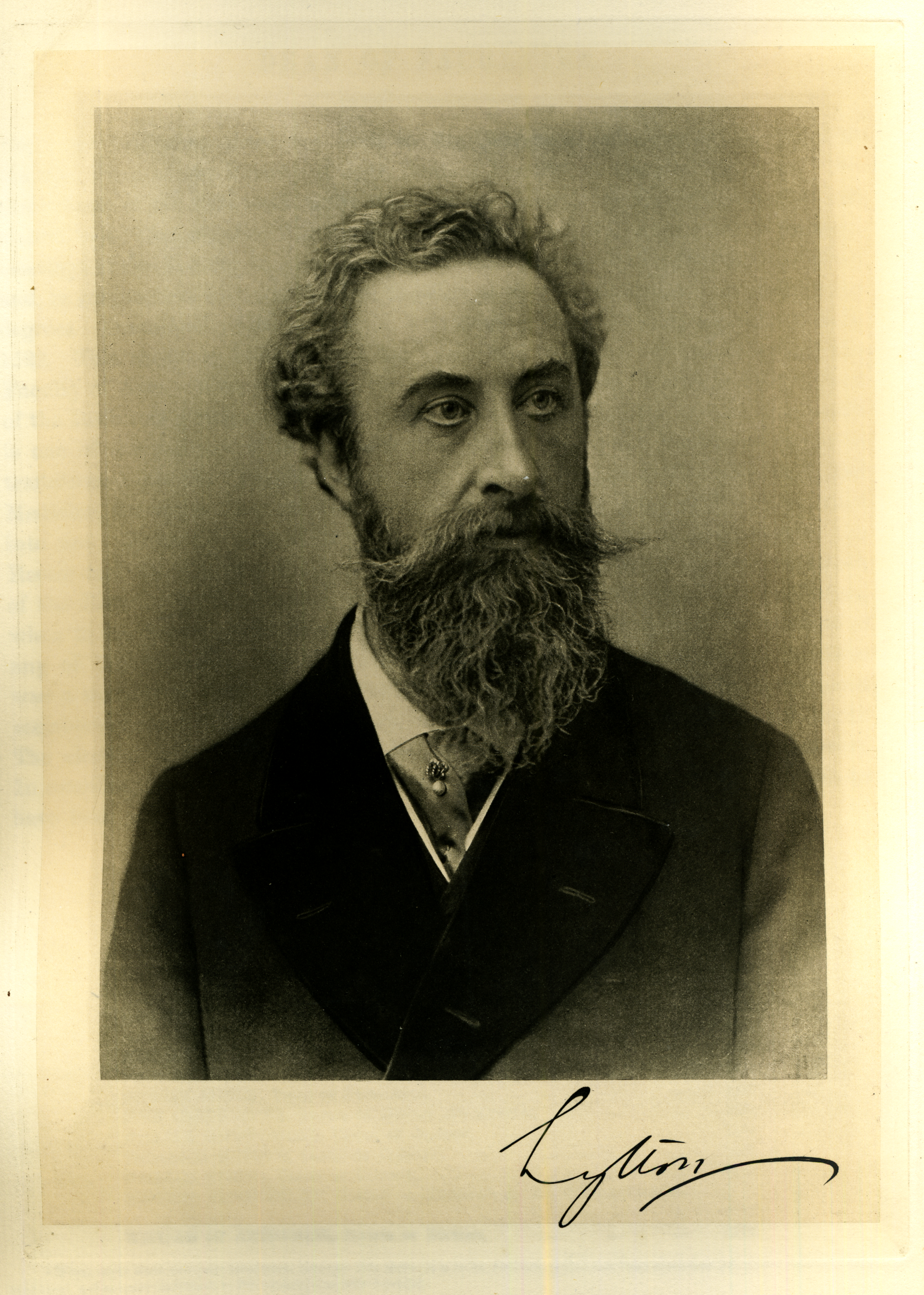
初代リットン伯爵ロバート・ブルワー＝リットン（トマス・アナン撮影）

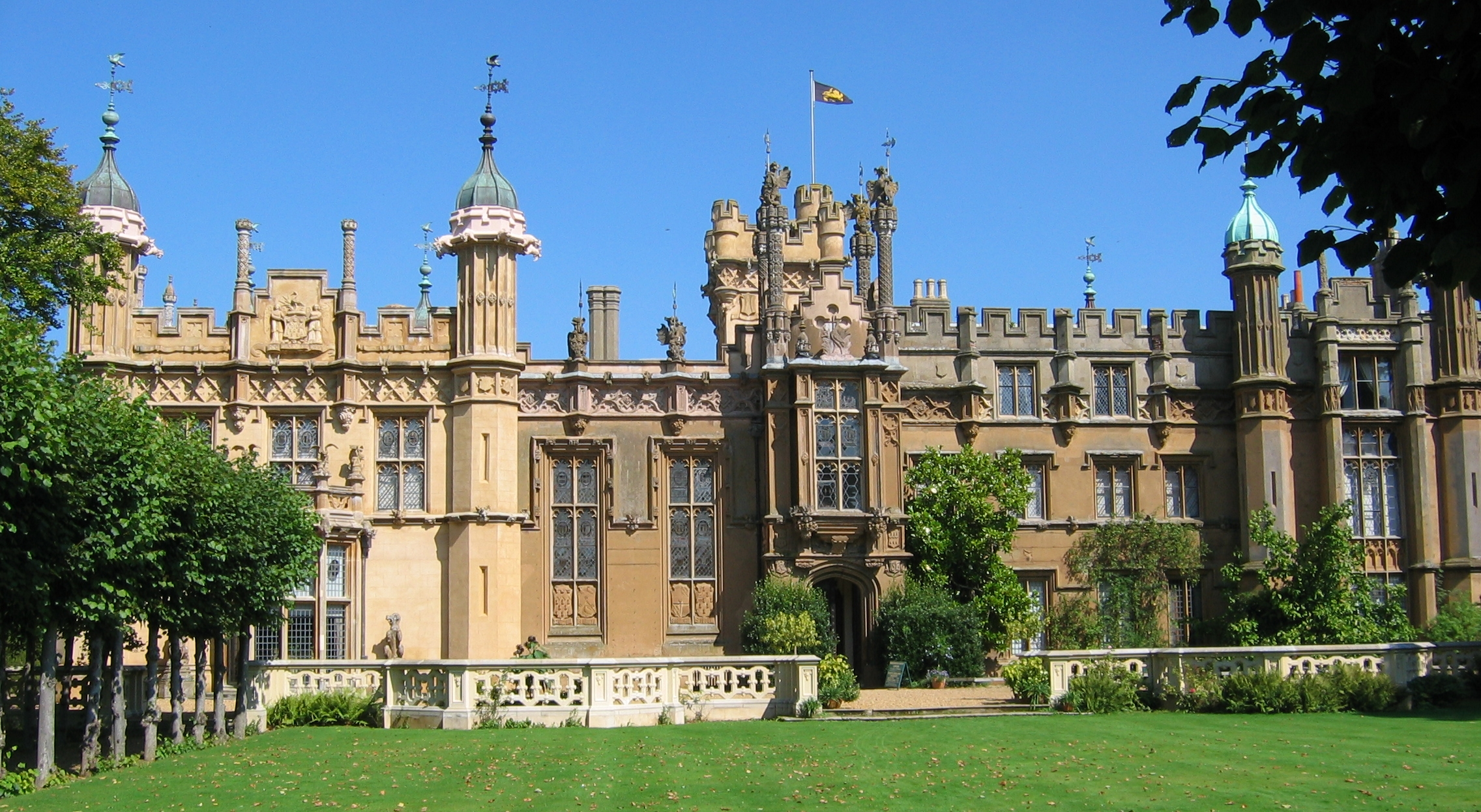
伯爵家の旧邸宅ネブワース・ハウス

その祖エドワード・ブルワー＝リットン(1803-1873)は、代表作『ポンペイ最後の日』を著した小説家にして、第14代ダービー伯爵エドワード・スミス＝スタンリーの第2次内閣で植民地大臣を務めた政治家である。彼は1838年に(ネブワースの)準男爵(Baronet, of Knebworth)を授けられたのち、1866年にはハートフォード州ネブワースのリットン男爵(Baron Lytton, of Knebworth in the County of Hertford)に叙された。なお、彼の出生時の姓は「ブルワー」であったが、1844年2月20日に勅許を得て、母方の姓を加えた「ブルワー＝リットン」に変更している。
その子である2代男爵ロバート(1831-1891)は詩人や外交官として活動した。彼は襲爵後の1876年にインドの総督（副王）に任命された。その副王在職中に、バーラクザイ朝アフガニスタンへ送った英使節が拒絶されたことがきっかけで第2次アフガン戦争が勃発した。イギリス側は当初の目論見に反して苦戦し、首相のベンジャミン・ディズレーリは総選挙に敗れて退陣、2代男爵も副王を1880年に辞職した。彼は同年にリットン伯爵(Earl of Lytton)に昇叙するとともに、ハートフォード州ネブワースのネブワース子爵(Viscount Knebworth, of Knebworth in the County of Hertford)を授けられた。ロバートはその後、在フランスイギリス大使となり、赴任先のパリで死去した。爵位は長男のヴィクターが継承した。
2代伯ヴィクターは父同様に政治家で、1920年からインド省政務次官を、1922年からベンガル州知事を務めたほか、1925年には短期間ながらインド副王となった。また、1930年代初めにリットン調査団の団長として満州事変の調査を行なった。2代伯の男子はともに早世したため、伯位は弟のネヴィルが相続した。一方、伯爵家邸宅のネブワース・ハウスは娘が相続して、その後はコボールド男爵家に渡った。
3代伯ネヴィル(1879-1951)は画家であり、イギリスやフランスで肖像画や風景画を発表した。また1908年ロンドンオリンピックのジュ・ド・ポーム競技に参加、銅メダルを獲得した。
4代伯ノエル(1900-1985)は1951年に父親からリットン伯爵位を、1957年には母ジュディスからウェントワース男爵及びル・ディスペンサー男爵位をそれぞれ相続した。また、彼は1925年にその家名を「リットン＝ミルバンク」に改めたが、後の1951年に「ミルバンク」を取り除いている。
その子である5代伯ジョン(1950-)が2020年現在のリットン伯爵家現当主である。

## 現当主の保有爵位 / 準男爵位
現当主である第5代リットン伯爵ジョン・リットンは、以下の爵位を有する。
- 第5代リットン伯爵(5th Earl of Lytton)
(1880年4月28日の勅許状による連合王国貴族爵位)
- 第5代ハートフォード州ネブワースのネブワース子爵(5th Viscount Knebworth, of Knebworth in the County of Hertford)
(1880年4月28日の勅許状による連合王国貴族爵位)
- 第22代ル・ディスペンサー男爵(22nd Baron le Despencer)
(1387年12月17日の議会招集令状によるイングランド貴族爵位)
- 第18代ウェントワース男爵（英語版）(18th Baron Wentworth)
(1529年12月2日の議会召集令状によるイングランド貴族爵位)
- 第6代ハートフォード州ネブワースのリットン男爵(6th Baron Lytton, of Knebworth in the County of Hertford)
(1866年7月14日の勅許状による連合王国貴族爵位)
- 第6代(ネブワースの)準男爵(6th Baronet, styled "of Knebworth")
(1838年7月18日の勅許状による連合王国準男爵位)

## 一覧

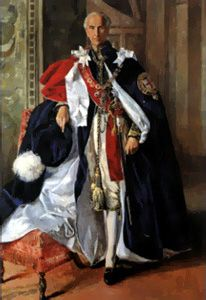
第2代リットン伯爵ヴィクター・ブルワー＝リットン

### リットン男爵 （1866年）
- 初代リットン男爵エドワード・ブルワー＝リットン （1803年 - 1873年）
- 第2代リットン男爵ロバート・ブルワー＝リットン （1831年 - 1891年）
  - 1880年、リットン伯爵に叙位

### リットン伯爵 （1880年）
- 初代リットン伯爵ロバート・ブルワー＝リットン （1831年 - 1891年）
- 第2代リットン伯爵ヴィクター・ブルワー＝リットン （1876年 - 1947年）
- 第3代リットン伯爵ネヴィル・ブルワー＝リットン （1879年 - 1951年）
- 第4代リットン伯爵ノエル・リットン＝ミルバンク（英語版）（1900年 - 1985年）
- 第5代リットン伯爵ジョン・リットン（英語版） （1950年 - ）
  - 伯爵位の法定推定相続人は、当代の息子ネブワース子爵(儀礼称号)フィリップ・アントニー・スコーウェン・リットン（1989年 - ）

### 註釈
1. ↑  彼の副王在職中には第二次アフガン戦争のほか、大飢饉が発生したが、これが天災か人災かは論争の対象となっている[7]
2. ↑  ジュディスは第16代ウェントワース女男爵であり、第15代ウェントワース女男爵アン・キング（英語版）をその母に持つ[14]。